# Castell de Vilademany
El Castell de Vilademany és un antic castell termenat documentat el 1116 del municipi d'Aiguaviva (Gironès). N'hi ha vestigis davant el mas Forroll i fins en els murs del mas, que té adossada l'antiga capella del castell de Sant Jaume de Vilademany. És una obra declarada bé cultural d'interès nacional.

## Descripció

### Castell
El castell de Vilademany es creu que estaria emplaçat on actualment hi ha el Mas Forroll. De la construcció medieval només en resten alguns fonaments situats davant del mas i podria ser que encara restin vestigis en el subsól. A nivell de façana no s'observen elements que es puguin relacionar amb una fortificació. Les dates inscrites són de 1555 i 1564, encara que l'antic castell primitiu podria ser anterior, especialment la part del soterrani amb entrada pròpia. Curiosa entrada a la masia amb escala, encara que actualment s'hi troba col·locat un pal de llum.

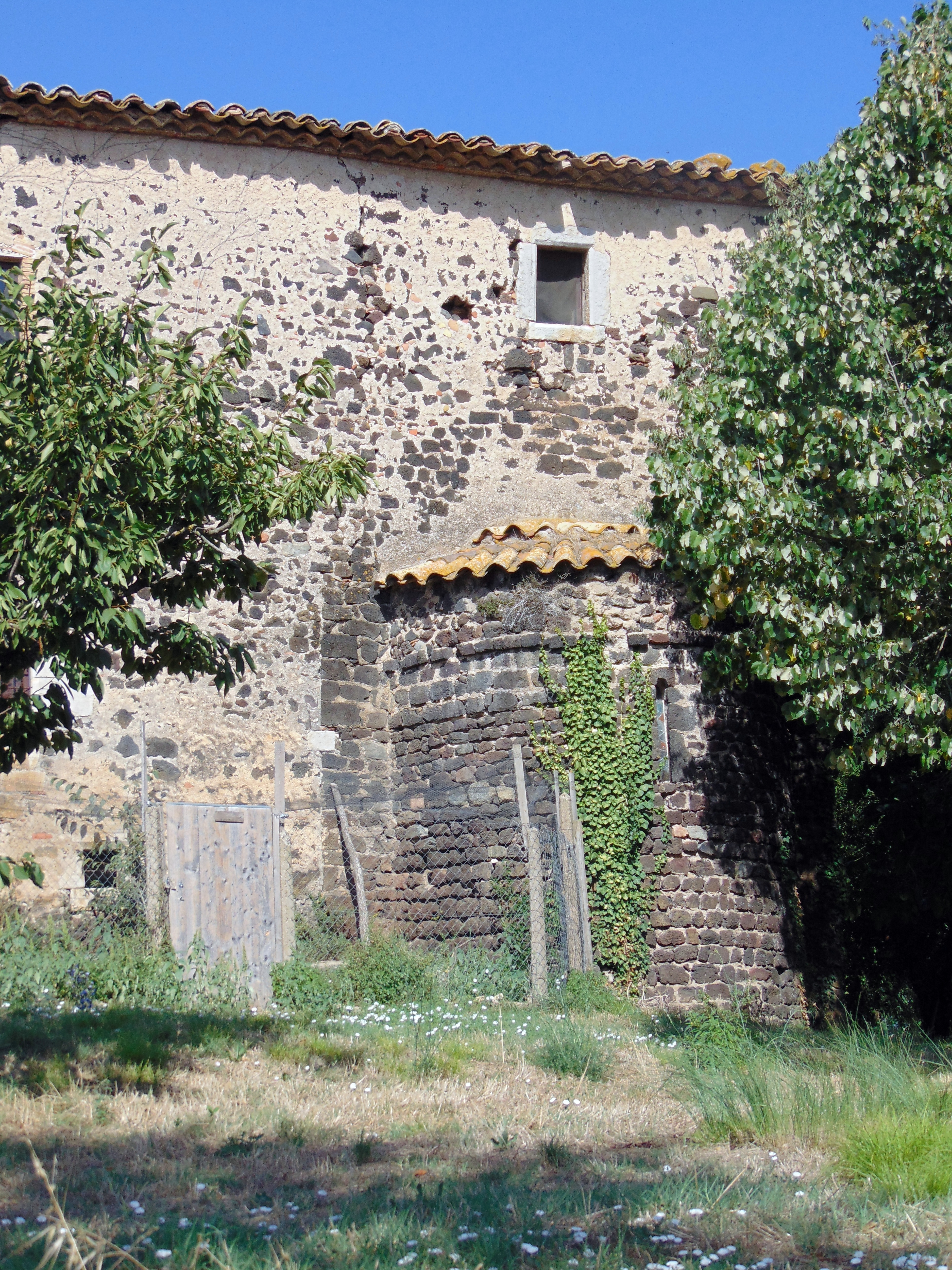
Absis de la capella

### Ermita
A la part posterior de l'edificació es troba l'antiga ermita de Vilademay, integrada en la masia i es pensa que podria haver format part del castell. Per la part exterior, és visible el seu absis semicircular al centre del qual s'obre una petita finestra de doble esqueixada. La porta de la capella, situada a ponent i oberta posteriorment, té a la llinda una inscripció amb un escut en relleu al mig que diu el següent: "Sancte Jacobe ora pro nobis. 1564".

## Història
La primera referència al castell es documenta l'any 1269, on s'esmenta el "termini castri de Villademagno" en una donació d'uns masos per part d'Arnau de Vilademany i la seva muller al rei Jaume I, tot i que el terme Villamagni ja apareix en un primer document del 948. Es té constància documental que els Vilademany, llinatge de senyors de diverses terres de l'actual Gironès i de la Selva, van residir en el castell almenys fins a la primera meitat del segle xiv. L'edificació del mas Forroll podria haver tingut lloc vers el segle xv. Els arrendataris van fer una neteja i recuperació de la pedra de l'ermita cap al 1986.